# Кшиштоф Фікель
Кшиштоф Фікель (пол. Krzysztof Fikiel, 3 лютого 1958) — польський баскетболіст.
Учасник Олімпійських Ігор 1980 року.